# Upplands runinskrifter 604

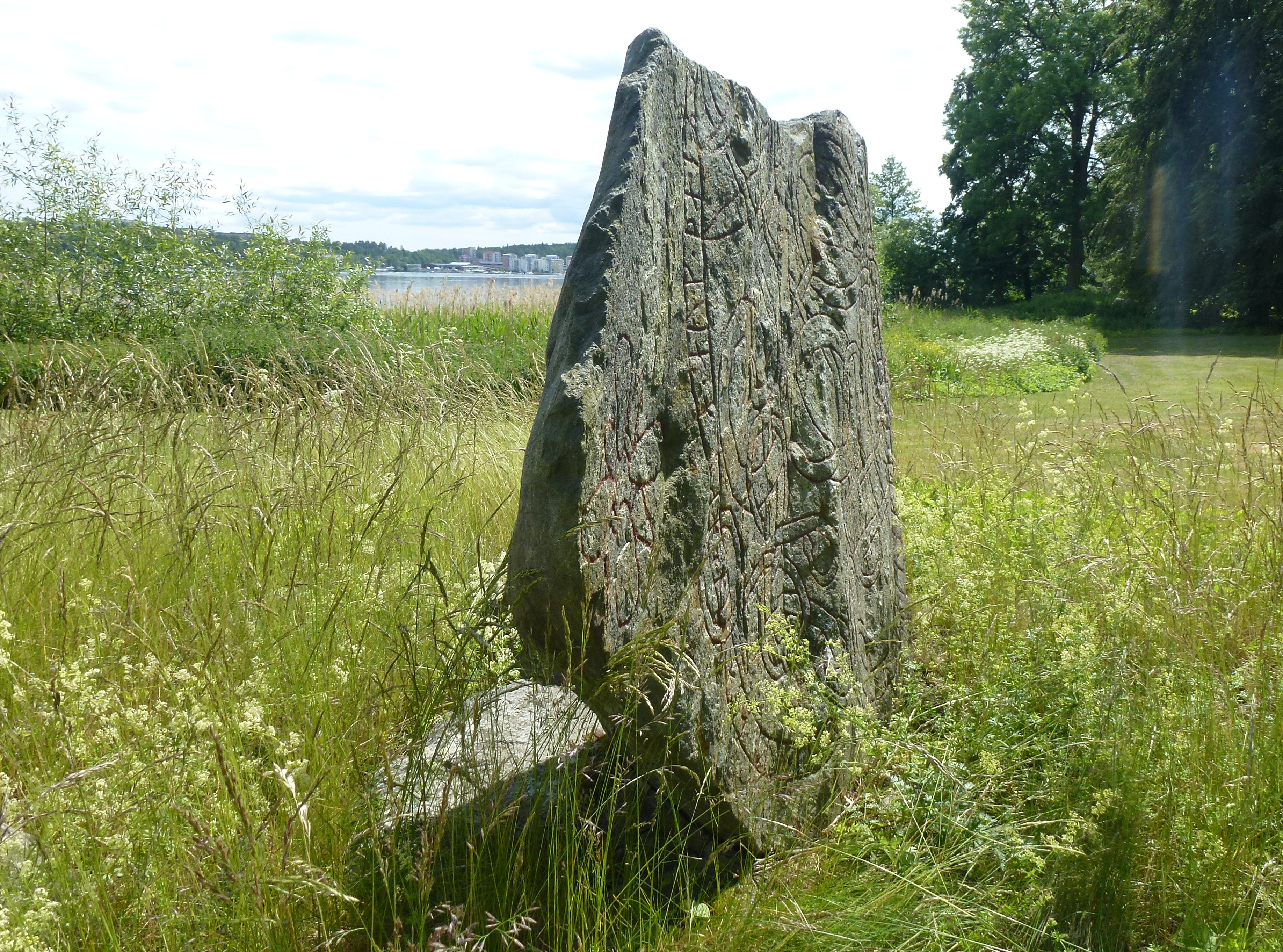
Stenen i profil, 2014.

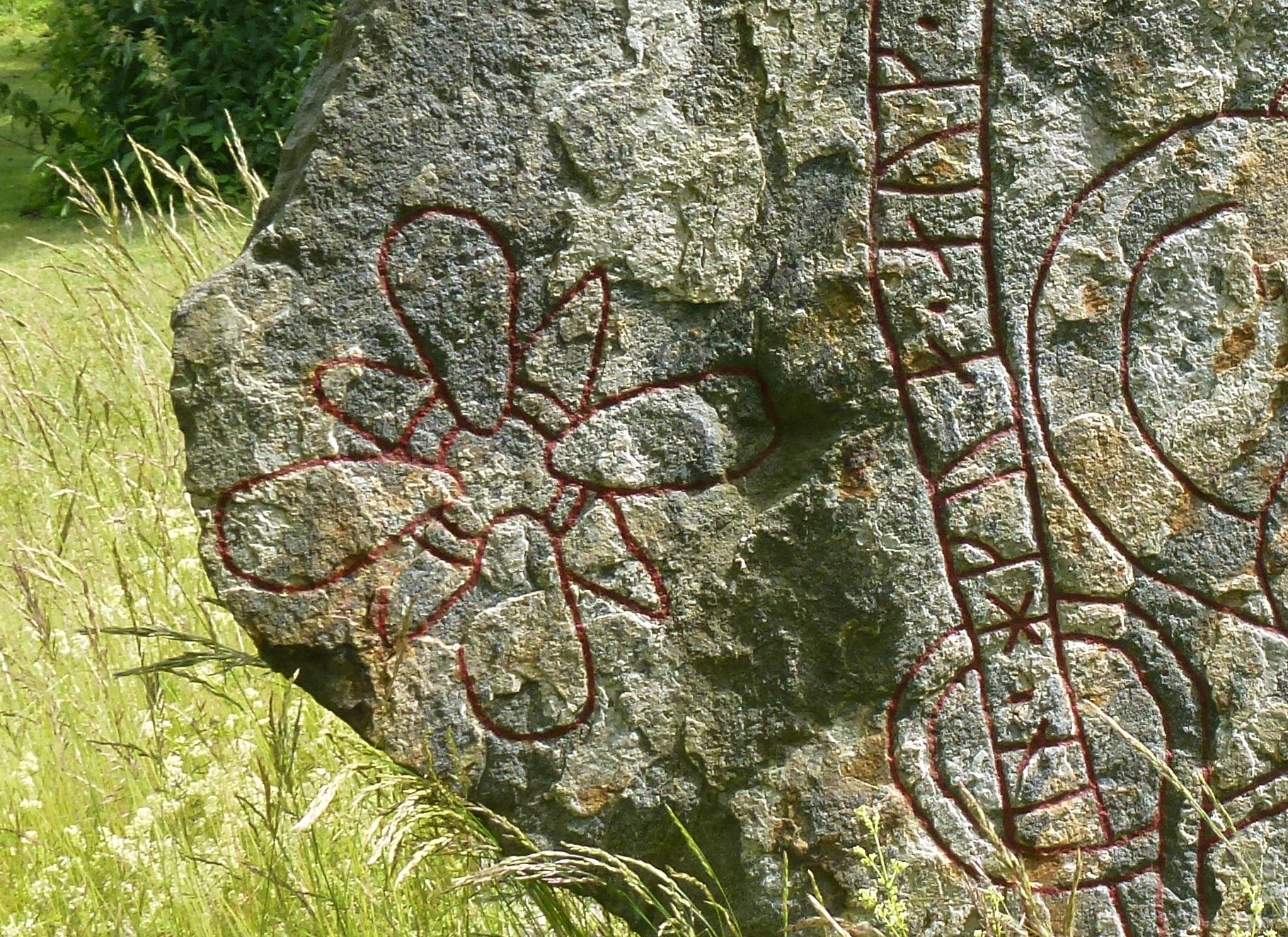
Korsmärket.

Upplands runinskrifter 604 är ett större runstensfragment som sedan 1850-talet står i parken strax norr om Almare-Stäkets gård på Stäksön i Upplands-Bro kommun i Uppland. 

## Stenen
Stenens överdel är avslagen och borta. Materialet består av grå granit, höjden är cirka 1,4 meter, bredden cirka 1,92 meter och tjockleken 15-20 centimeter. Stenen fanns tidigare öster om länsvägen i närheten av Stäketbron och flyttades omkring 1850 till sin nuvarande plats. Stenen är korsmärkt och ornamentiken går i Urnesstil, vilket daterar den till 1000-talets andra hälft. Den från runor translittererade och översatta inskriften lyder enligt nedan: 

## Inskriften
Translitterering av runraden:
huli · lit · stain · hkua · auk · þaiʀ · -... ... iftiʀ · krok · broþur sin · a-...
Normalisering till runsvenska:
''huli let stæin haggva ok þæiʀ ... ... æftiʀ Krok, broður sinn ...
Översättning till nusvenska:
Hulle lät hugga stenen och de … efter Krok, sin bror …

Första namnet kan även vara Hyle eller något liknande, men det finns inte representerat på andra skrifter från samma tid. Det tolkas som ett mansnamn på grund av den efterföljande textens grammatiska formulering.